# Alevvald
Een alevvald (meervoud: alevvallad) is een begrip dat in de jaren 1993-2017 een rol speelde bij de bestuurlijke indeling van Estland. Het betrof een ‘kleine stad’ (Estisch: alev) die een afzonderlijke gemeente (Estisch: vald) vormde.
In 1993 maakte Estland het mogelijk dat een kleine stad als aparte gemeente kon functioneren. Oorspronkelijk waren het er 11. Al in 1996 werden twee alevvalds (Pärnu-Jaagupi en Tamsalu) opgeheven. Pärnu-Jaagupi werd bij de naburige gemeente Halinga gevoegd en Tamsalu werd een stad. In de jaren daarop verdwenen vier andere alevvalds. De laatste vijf (Aegviidu, Järvakandi, Kohtla-Nõmme, Tootsi en Vändra) werden bij de gemeentelijke herindeling van 2017 bij een landgemeente gevoegd.

## Lijst van alevvalds
| Naam          | Periode   | Opgegaan in gemeente                                |
| ------------- | --------- | --------------------------------------------------- |
| Aegviidu      | 1993-2017 | Anija                                               |
| Järvakandi    | 1993-2017 | Kehtna                                              |
| Kohila        | 1993-2002 | Kohila                                              |
| Kohtla-Nõmme  | 1993-2017 | Toila                                               |
| Lavassaare    | 1993-2013 | Audru                                               |
| Märjamaa      | 1993-2002 | Märjamaa                                            |
| Pärnu-Jaagupi | 1993-1996 | Halinga                                             |
| Tamsalu       | 1993-1996 | werd in 1996 stad                                   |
| Tootsi        | 1993-2017 | Põhja-Pärnumaa                                      |
| Vändra        | 1993-2017 | Põhja-Pärnumaa                                      |
| Võsu          | 1993-1997 | in 1997 omgezet in vlek, in 1999 opgegaan in Vihula |